# オーベルリート
オーベルリート（独: Oberriet）は、スイスのザンクト・ガレン州にある基礎自治体（ゲマインデ）。

## 歴史
891年に Cobolo の名で初めて歴史上に登場する。1290年ごろの文献には Chobilwalt と見える。現在の地名は1417年に初めて確認できる。

## 地理
2006年の総面積は34.5平方キロで、このうち57.2%を農業用地、25.9%を森林、12.9%を開拓地（建築物・道路）、4.1%を非生産地（河川・湖沼）でしめられる。
ラインタール選挙区に位置するオーベルリート市は、渓谷のオーベルリート、アイヒェンヴィース、モントリンゲン、クリーサーンの各村、カモール丘陵のホルツローデ、コーベルヴァルトの各村、それにフライエンバッハ、コーベルヴィース、ハルトの小村からなる。クリーサーン村の皇帝宮殿（カイザープファルツ）は、かつてライン川対岸のオーストリアのメーダー村が所有していた。市の北西にアイヒベルク、南にリュティがひかえる。

## 人口統計

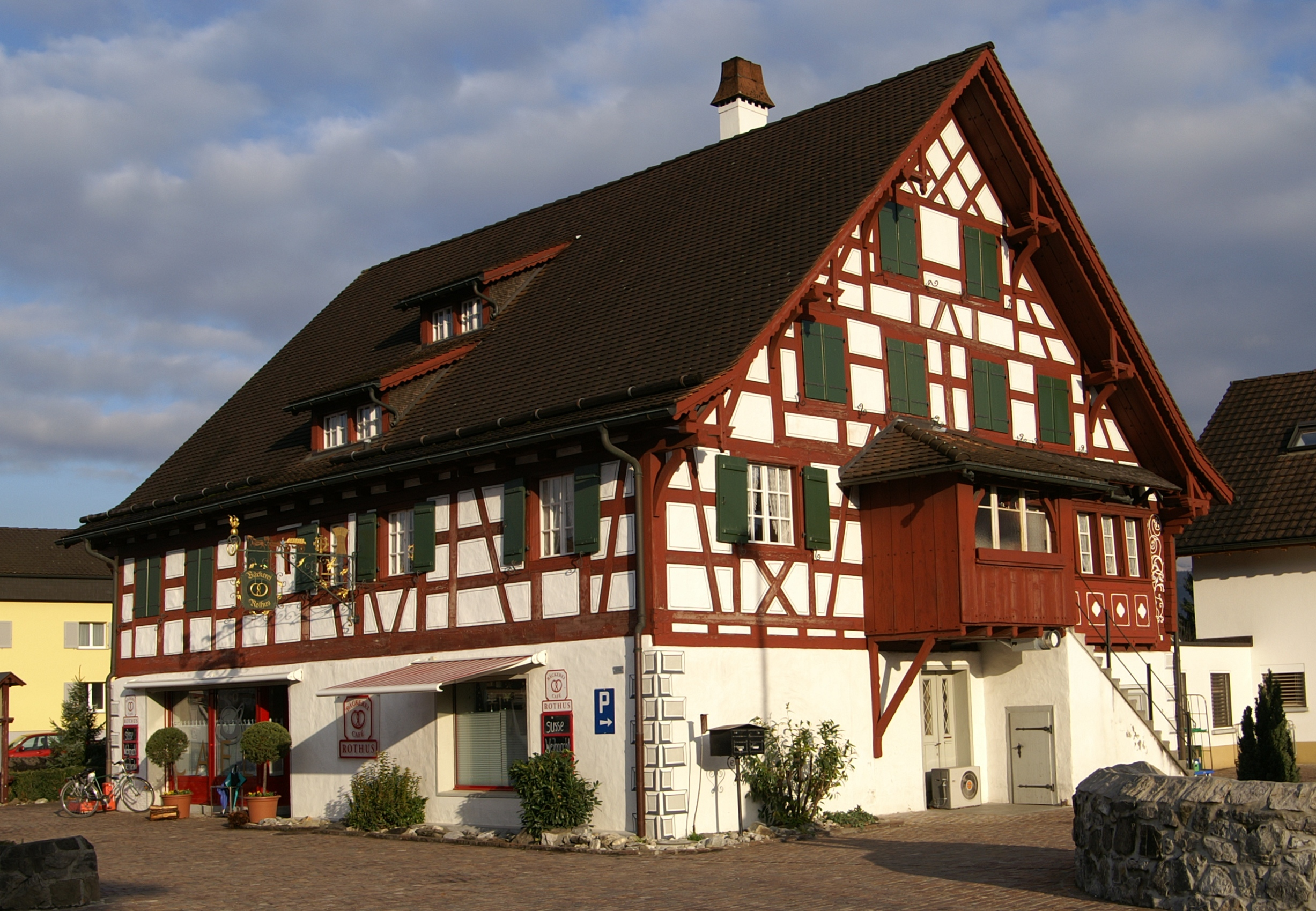
オーベルリート市街にある木骨造の家屋

総人口は8351人（2011年末）である。2007年の時点で、外国籍の割合は約11.5%であった。内訳は（2000年の調査で）ドイツ人が63人、ユーゴスラビア難民が461人、オーストリア人が115人、トルコ人が3人、その他が88人。最近10年間の人口増減率は7.3%。2000年時点で住民の94.2%がドイツ語、3.0%がアルバニア語、0.8%がセルボ＝クロアチア語を母語とし、スイスの公用語のなかでは7019人がドイツ語、8人がフランス語、41人がイタリア語、5人がロマンシュ語を話すと答えた。
世代別では9歳以下が1043人 (14.0%) 、10代が1017人 (13.6%) 、20代が984人 (13.2%) 、30代が1308人 (17.5%) 、40代が1016人 (13.6%) 、50代が816人 (10.9%) 、60代が617人 (8.3%) 、70代が432人 (5.8%) 、80代が187人 (2.5%) 、90代が34人 (0.5%) となっている。
2000年時点で一人暮らしが634人 (8.5%) 、1418人 (19.0%) が子どもを持たないカップル（婚姻の如何を問わず）、4790人 (64.3%) が子どもを持つ夫妻の構成員である。297人 (4.0%) は一方の親の家で暮らし、81人は成人後も親元に残っている。31人はその他の親族のもとに身を寄せ、45人は血縁関係のない人と生活している。158人は病院などの特別な集合住宅に収容されている。
直近の2007年の選挙で最も票を集めたのは国民党で、投票総数の54.2%が流れた。以下、キリスト教民主党（24.5%）、自由民主党（7.5%）、社会民主党（6.2%）の順に続いた。
市民の高等教育修了率は66.9%である。
人口の推移
| 年   | 人口  |
| ---- | ----- |
| 1798 | 2,596 |
| 1850 | 3,909 |
| 1900 | 4,277 |
| 1950 | 5,582 |
| 2000 | 7,454 |

## 経済
2007年の失業率は1.25%。産業部門別では第一次産業の127事業所に380人、第二次産業の117事業所に1767人、第三次産業の200事業所に1194人が雇用されている。2000年の調査では、市民の1895人が市内に働き口を持ち、1960人が市外に通勤する一方、市内への通勤者も1357人いる。

## 宗教
2000年の国勢調査によると、5920人 (79.4%) がカトリック教会に、632人 (8.5%) がスイス改革派教会に所属するほか、3人がスイスキリスト教カトリック教会、29人が正教会、50人がその他キリスト教、1人がユダヤ教、398人がイスラームを信仰する。（国勢調査の選択肢にない）その他の宗教を奉る者は16人、無宗教は181人で無回答は224人であった。

## 重要遺産

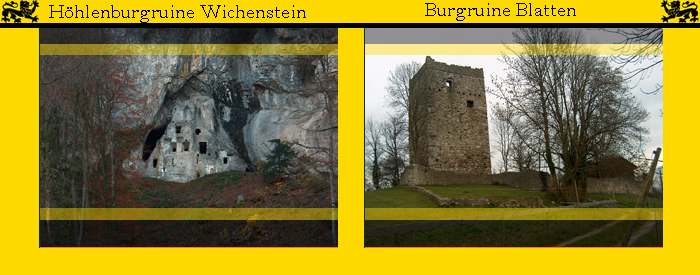
ヴィーヘンシュタイン城とブラッテン城のカード

国の重要遺産に、市内からはモントリンゲルベルクの先史時代住居跡とヴィーヘンシュタイン城址が登録されている。